# Kazjaryna Nezwjatajewa
Kazjaryna Nezwjatajewa (belarussisch Кацярына Нецвятаева; * 26. Juni 1989) ist eine belarussische Leichtathletin, die sich auf den Siebenkampf spezialisiert hat.

## Sportliche Laufbahn
Nezwjatajewa errang von 2011 bis 2018 sieben Belarussische Meisterschaften im Siebenkampf.